# Tịnh Phạn
Tịnh Phạn vương (chữ Hán: 淨飯王), họ Cồ-đàm (Gautama) là một tông chủ thị tộc Shakya (Thích-ca),trị vì tại thành quốc Ca-tỳ-la-vệ (Kapilavastu). Ông được kinh điển Phật giáo ghi nhận là cha ruột của Thái tử Tất-đạt-đa Cồ-đàm (Tất-đạt-đa Cồ-đàm là người trở thành đức Phật Thích-Ca sau khi tu thành chánh quả).

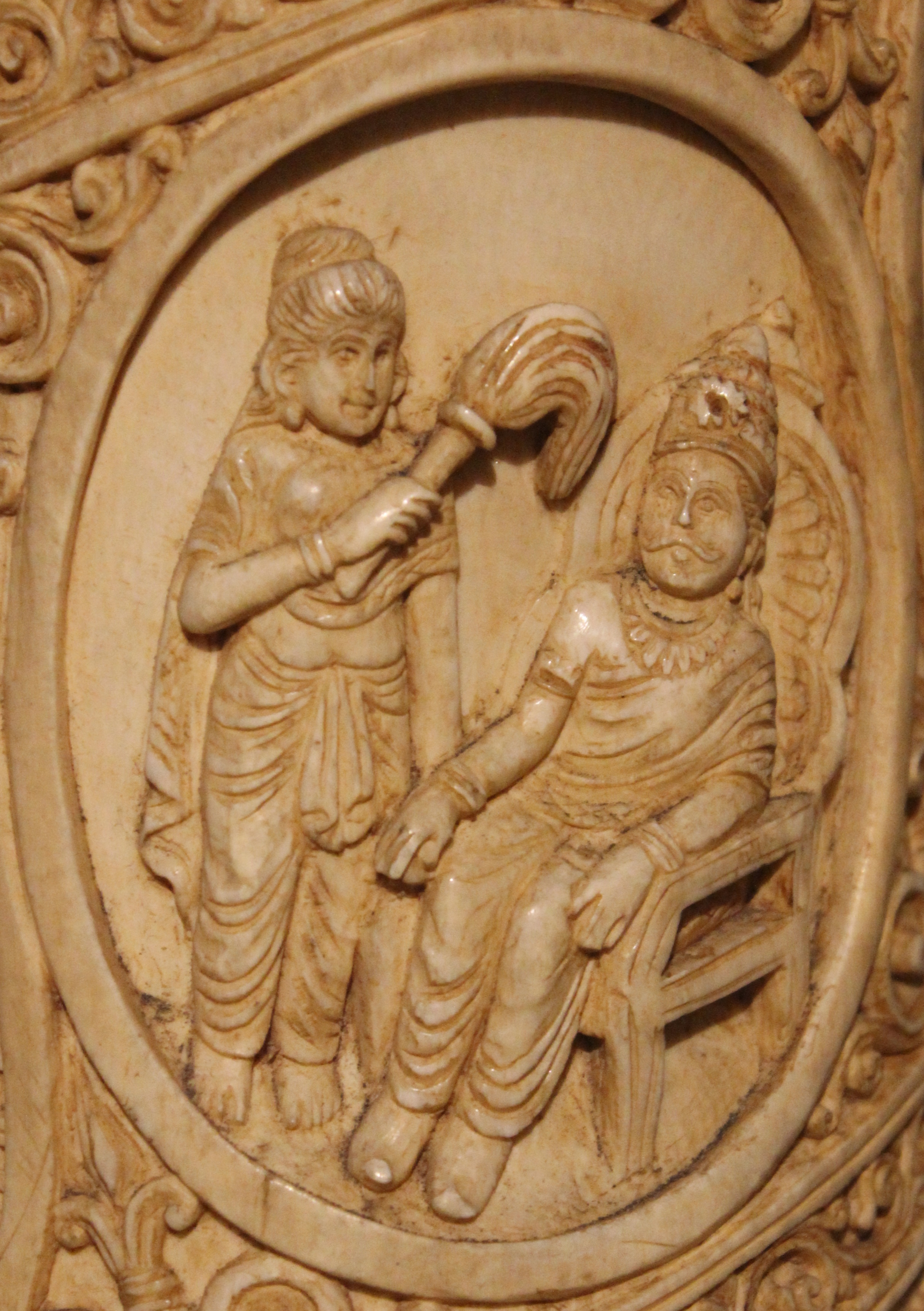
Phù điêu khắc tượng vua Tịnh Phạn đang thiết triều

Nguyên danh của ông là Suddhodana (tiếng Phạn: शुद्धोधन, Śuddhodana; tiếng Pali: Suddhōdana; tiếng Sinhala: සුද්ධෝදන මහ රජතුමා; tiếng Nepal: सुद्धोदन), nghĩa là "người trồng lúa thuần tịnh". Khi kinh điển Phật giáo được dịch ra chữ Hán, các nhà dịch kinh đã chuyển nghĩa tên ông thành Tịnh Phạn (淨飯).

## Gia đình
Cha của Tịnh Phạn là vua Sihahanu và mẹ của ông là hoàng hậu Kaccanā.
Ông cưới hai chị em Maya và Mahà Pajàpati (Ma-ha Ba-xà-ba-đề) và họ lần lượt là mẹ đẻ và mẹ kế của Tất-đạt-đa.
Những đứa con khác của Tịnh Phạn là hoàng tử Nan-đà (Nanda) và công chúa Sundari Nanda.

## Tiểu sử

### Sự ra đời của Siddhārtha Gautama
Truyền thuyết Ấn Độ cho rằng, hồi xưa khi Ấn Độ chỉ có đạo Bà La Môn, thần Vishnu cho Thái tử xuống đầu thai làm con trai của vua Tịnh Phạn và hoàng hậu Maya. Thái tử Tất-đạt-đa được sinh tại thành Ca-tỳ-la-vệ (Kapilavastu) ở vườn Lâm-tỳ-ni (Lumbini), vốn là một vùng thuộc Nepal ngày nay. Một lần, nhà hiền triết A-tư-đà (Asita) đến thăm Tất-đạt-đa khi thái tử còn sơ sinh và đã rất ngạc nhiên khi thái tử đặt bàn chân lên đầu ông. Sau khi Asita quan sát bàn chân của thái tử, ông đã quỳ xuống và tỏ lòng kính trọng. Vua Tịnh Phạn đã ghi nhận hành động của ông.
Siddhārtha sau đó đã được đặt tên bởi 5 vị tu sĩ Bà-la-môn: Kiều Trần Như, Mahaanaama, Baspa, Asvajita, và Bharika. Sau này, 5 vị tu sĩ này trở thành người đồng hành của Tất-đạt-đa trong quá trình tu tập khổ hạnh và là 5 đệ tử đầu tiên sau khi thái tử đắc đạo.
Có lời tiên tri từ 5 vị tu sĩ này cho rằng, thái tử sẽ trở thành một vị vua tối cao. Tuy nhiên, nếu thái tử nhìn thấy 4 dấu hiệu: một người già, một người ốm, một xác chết và một nhà sư thì thái tử thay vì làm vua sẽ trở thành một tu sĩ. Kiều Trần Như không đồng ý với 4 người bạn tu sĩ của mình và đoán rằng thái tử sẽ trở thành Phật. Sau khi nghe điều này, vua Tịnh Phạn cố gắng không cho thái tử tiếp xúc với thế giới bên ngoài để không thấy 4 dấu hiệu và trở thành một vị vua quyền lực. Dù vậy, kế hoạch của ông đã không thành và Siddhārtha trở thành một tu sĩ, rời bỏ cung điện xa hoa, dấn thân vào cuộc hành trình tìm kiếm sự giải thoát.

### Cuộc sống sau này
Vua Tịnh Phạn thương xót sự ra đi của con trai và rất cố gắng tìm kiếm thái tử. Nhiều năm về sau, sau khi nghe tin thái tử đã đắc đạo thành Phật, ông đã gửi một thông điệp cùng với 10.000 tùy tùng để mời Tất-đạt-đa quay trở lại. Phật đã thuyết pháp và 10.000 tùy tùng này tham gia tăng đoàn.
Vua Tịnh Phạn sau đó cử một người bạn thân của Tất-đạt-đa là Kaludayi đi mời Phật quay về. Kaludayi sau khi gặp Phật cũng đi tu, nhưng vẫn chuyển lời mời Phật quay trở về quê hương Kapilavastu. Phật chấp nhận lời mời của vua cha và trở về thăm. Trong chuyến trở về, Ngài đã thuyết pháp cho vua cha.
Nhiều năm sau, khi Phật nghe tin vua cha sắp qua đời, Ngài đã trở về một lần nữa và thuyết pháp cho vua cha lúc cuối đời. Và như thế, nhà vua đắc quả A la hán.